# Eudistoma hepaticum
Eudistoma hepaticum is een zakpijpensoort uit de familie van de Polycitoridae. De wetenschappelijke naam van de soort is voor het eerst geldig gepubliceerd in 1921 door Van Name.